# Żurnal

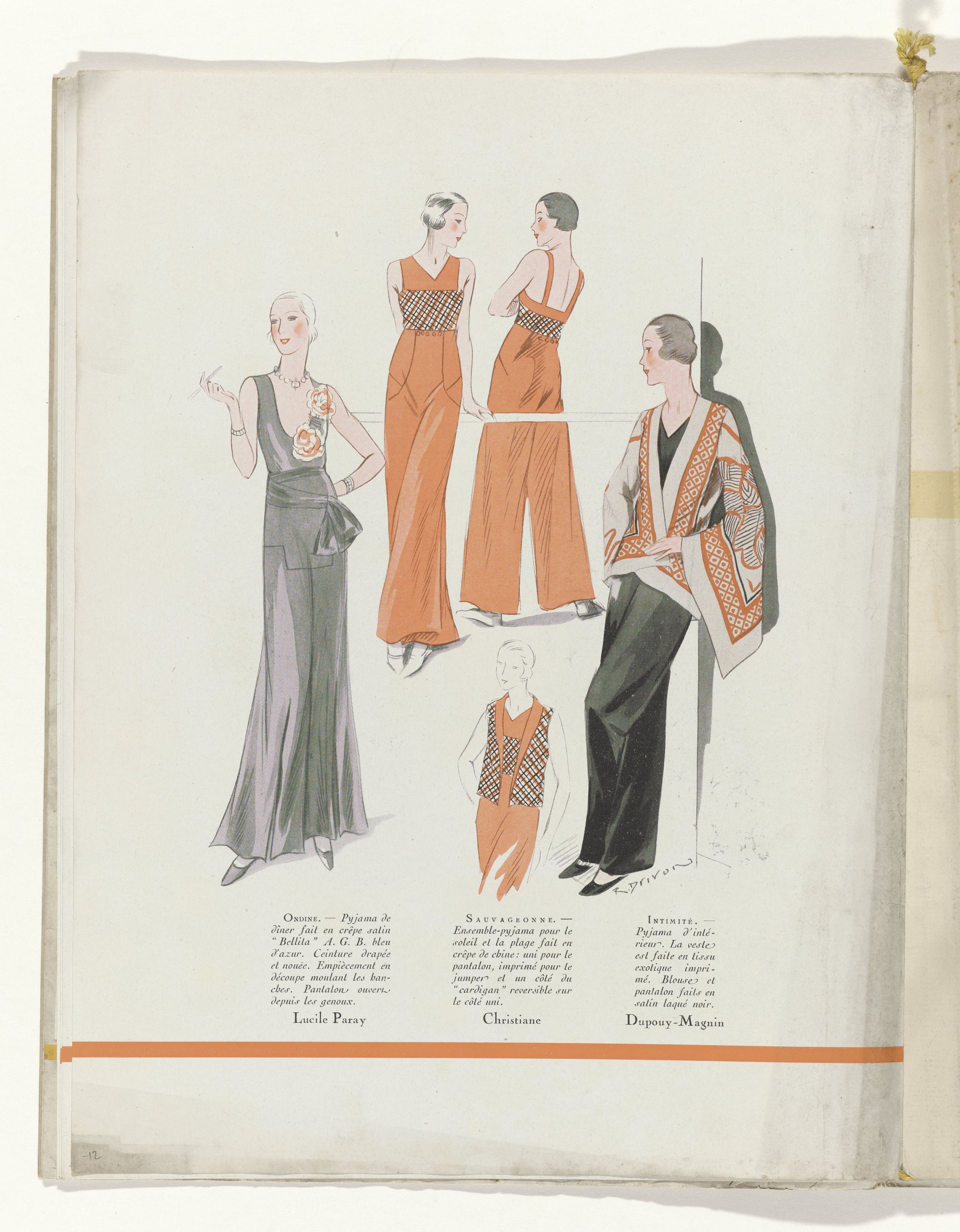
Żurnal

Żurnal (fr. journal) – czasopismo poświęcone modzie, obficie ilustrowane modelami wzorów. Może zawierać również wielokrotnie złożone wkładki z cienkiego papieru z rysunkami wykrojów elementów ubrań.